# JP Hoekstra
Jan Peter Hoekstra, bekend als JP Hoekstra, (Sneek, 1981) is een Nederlandse gitarist, songwriter en producer.
JP Hoekstra groeide op in Friesland. Na zijn vertrek naar Tilburg werd Hoekstra in 2004 gitarist en mede-songwriter bij Krezip. Toen de band in 2009 stopte, ging hij aan de slag als gitarist, songwriter of producer voor onder anderen Danny Vera, Laura Jansen, Maaike Ouboter, Ilse DeLange en Greg Holden. Naast Krezip was Hoekstra vast bandlid bij The Sheer, Guild of Stags, William Seen's Transport Music en Douwe Bob, met wie hij o.a de Nederlandse inzending Slow Down meeschreef en daarmee in 2016 bij het Eurovisiesongfestival in Stockholm de Nederlandse inzending vertegenwoordigde.
In 2019 speelde hij mee met Krezip toen deze band weer tijdelijk bij elkaar kwam. Ze gaven dat jaar tevens het album Sweet High uit, in 2021 gevolgd door de singles You Are Not Alone en Seventeen.